# Cusinati
Cusinati (Cuxinati in veneto) è una frazione divisa tra i comuni italiani di Tezze sul Brenta e Rosà, in provincia di Vicenza.

## Geografia fisica
Ubicata sulla sinistra orografica del fiume Brenta, la frazione di Cusinati è adagiata nell'alta pianura veneta, ai piedi delle Prealpi Venete, in fronte all'altopiano di Asiago e al monte Grappa. Il territorio è completamente pianeggiante, con un'altitudine media di circa 70 m sul livello del mare.
Cusinati è attraversata dalla strada statale 47 della Valsugana (asse nord-sud) che collega Padova a Trento, e confina con Rosà a nord, Rossano Veneto a est, Belvedere di Tezze sul Brenta a sud, e Tezze capoluogo a ovest.

## Storia
Il nome di Cusinati deriva dal cognome degli Illi del Cusino, una famiglia rosatese documentata nel XVI secolo, che possedeva molti terreni nella zona; il paese è talvolta noto anche come "Cà Diedo", dal nome dell'omonima villa che vi si trova, storicamente al centro della sua storia.

## Monumenti e luoghi d'interesse

### Architetture civili
A Cusinati si trova Villa Cà Diedo, oggi Villa Favaretti (o Villa Diedo Favaretti), risalente nel suo impianto attuale al XVIII secolo; verso il 1820 la proprietà venne acquistata dal botanico Alberto Parolini (parente degli odierni proprietari), che verso il 1841 la fece ristrutturare e ideò il parco circostante; quest'ultimo ospita alcune sequoie piantate da John Ball, farnie, un albero dei tulipani ed era presente anche un cedro del Libano, piantato sempre a inizio Ottocento e poi schiantatosi. Fa parte del complesso della villa anche una cappella.
Nella frazione si trovano tre campi sportivi, tra cui lo stadio comunale "Jaco Carlesso", edificato nel 1999.

### Architetture religiose
Sui terreni di villa Diedo Favaretti è presente una cappella, documentata come oratorio nel 1648 e dedicata a Maria Santissima Regina Madre delle Divine Grazie; fino al 1926-27 essa stata la sede parrocchiale della curazia di Cusinati; il sacello è suddiviso all'interno in tre navate e custodisce una statua lignea della Madonna, vestita con abiti in seta.
Verso il 1912 l'allora parroco don Luciano Paiusco propose la costruzione di una nuova chiesa parrocchiale, risultando troppo piccola la cappella di villa Diedo (la popolazione in quell'anno si aggirava sulle 1600 persone); la prima pietra del nuovo tempio, ispirato nelle forme alla basilica di Lourdes, venne posata il 6 aprile 1913. I lavori, interrotti per lo scoppio della prima guerra mondiale, ripresero nel 1925, e l'edificio venne consacrato il 12 settembre 1926 dal vescovo di Vicenza Ferdinando Rodolfi. Il campanile, rimasto incompleto, venne portato a termine nel 1951. La chiesa, dedicata all'Immacolata di Lourdes, appartiene al vicariato di Rosà e alla diocesi di Vicenza.
Nella contrada delle Roane è presente un capitello votivo dedicato a sant'Antonio, edificato, secondo la leggenda, a seguito del ritrovamento miracoloso di una statuina del santo da parte di un agricoltore.